# Dinaria vjetrenicae
Genre
Espèce
Synonymes
- Travunia vjetrenicae Hadži, 1932

Dinaria vjetrenicae, unique représentant du genre Dinaria, est une espèce d'opilions laniatores de la famille des Travuniidae.

## Distribution
Cette espèce est endémique de Bosnie-Herzégovine. Elle se rencontre à Zavala dans la grotte Vjetrenica.

## Systématique et taxinomie
Cette espèce a été décrite sous le protonyme Travunia vjetrenicae par Hadži en 1932. Elle est placée dans le genre Dinaria par Roewer en 1935.

## Étymologie
Son nom d'espèce lui a été donné en référence au lieu de sa découverte, la Vjetrenica.

## Publications originales
- Hadži, 1932 : « Prilog poznavanju pećinske faune Vjetrenice. (Pseudoscorpionidea: Neobisium (Blothus) vjetrenicae sp. n., Opilionidea: Travunia vjetrenicae sp. n., Nelima troglodytes Roewer). » Glasnik Srpske Akademije Nauka, vol. 151, p. 103-157.
- Roewer, 1935 : « Opiliones. Fünfte Serie, zugleich eine Revision aller bisher bekannten Europäischen Laniatores. Biospeologica. LXII. » Archives de Zoologie expérimentale et générale, vol. 78, no 1, p. 1–96.